# M. Caldwell Butler

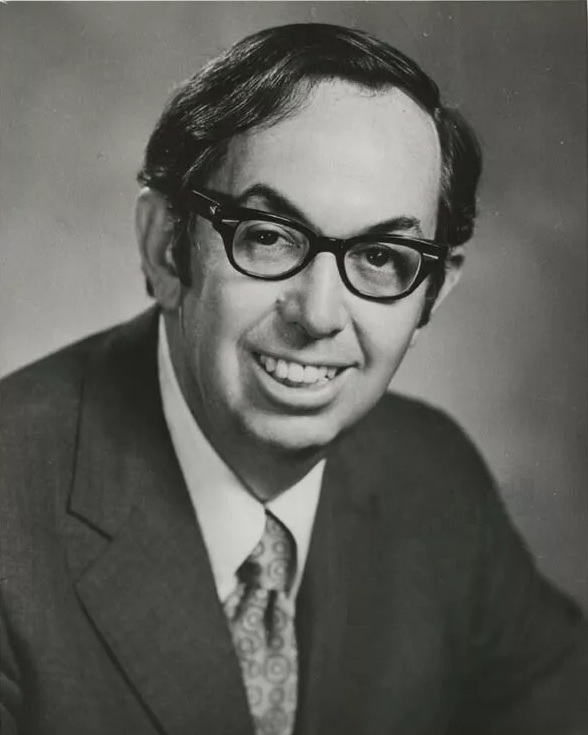
M. Caldwell Butler

Manley Caldwell Butler (* 2. Juni 1925 in Roanoke, Virginia; † 29. Juli 2014 ebenda) war ein US-amerikanischer Politiker. Zwischen 1972 und 1983 vertrat er den Bundesstaat Virginia im US-Repräsentantenhaus.

## Werdegang
Caldwell Butler war der Urenkel des Kongressabgeordneten James A. Walker (1832–1901). Er besuchte bis 1942 die Jefferson Senior High School in Roanoke. Während des Zweiten Weltkrieges diente er zwischen 1943 und 1946 in der US Navy. Nach dem Krieg setzte er seine Ausbildung bis 1948 mit einem Studium an der University of Richmond fort. Nach einem anschließenden Jurastudium an der University of Virginia in Charlottesville und seiner 1950 erfolgten Zulassung als Rechtsanwalt begann er in Roanoke in diesem Beruf zu arbeiten. Gleichzeitig schlug er als Mitglied der Republikanischen Partei eine politische Laufbahn ein. Zwischen 1962 und 1971 saß er im Abgeordnetenhaus von Virginia. Seit 1966 stand er dort der republikanischen Fraktion vor.
Nach dem Rücktritt des Abgeordneten Richard Harding Poff wurde Butler bei der fälligen Nachwahl für den sechsten Sitz von Virginia als dessen Nachfolger in das US-Repräsentantenhaus in Washington, D.C. gewählt, wo er am 7. November 1972 sein neues Mandat antrat. Nach fünf Wiederwahlen konnte er bis zum 3. Januar 1983 im Kongress verbleiben. Dort wurde er Mitglied im Justizausschuss. In dieser Eigenschaft stimmte er während der Watergate-Affäre für ein Amtsenthebungsverfahren gegen Präsident Richard Nixon. In seine Zeit als Kongressabgeordneter fielen auch das Ende des Vietnamkrieges und der Bürgerrechtsbewegung.
1982 verzichtete Caldwell Butler auf eine weitere Kongresskandidatur. Nach dem Ende seiner Zeit im US-Repräsentantenhaus praktizierte er wieder als Anwalt. Seinen Lebensabend verbrachte er in Roanoke.